# John Frederick Peto
John Frederick Peto (* 21. Mai 1854 in Philadelphia; † 23. November 1907 in New York City) war ein amerikanischer Maler, der vor allem als Stilllebenmaler im Stil des Trompe-l’œil arbeitete und gemeinsam mit William  Harnett und John Haberle zu den bekanntesten amerikanischen Malern dieses Genres gehört.

## Leben und Werk

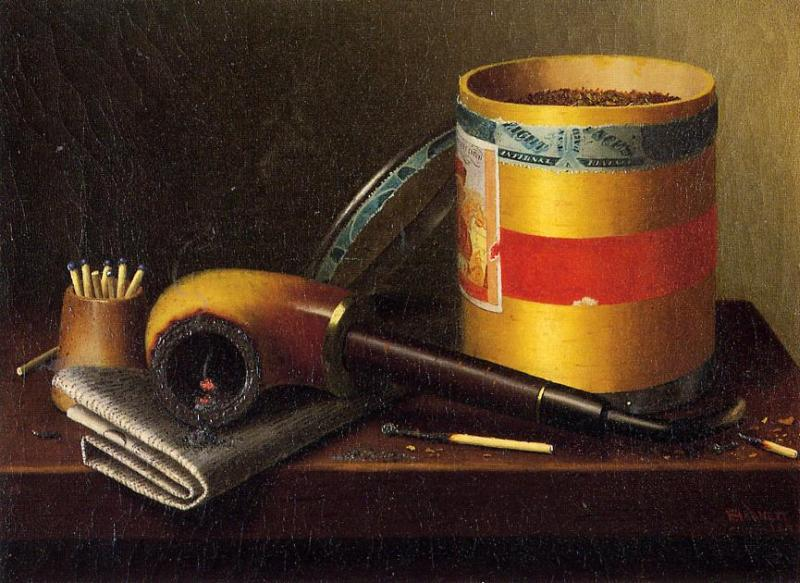
Stillleben mit Becher und Pfeife von William Michael Harnett, 1877

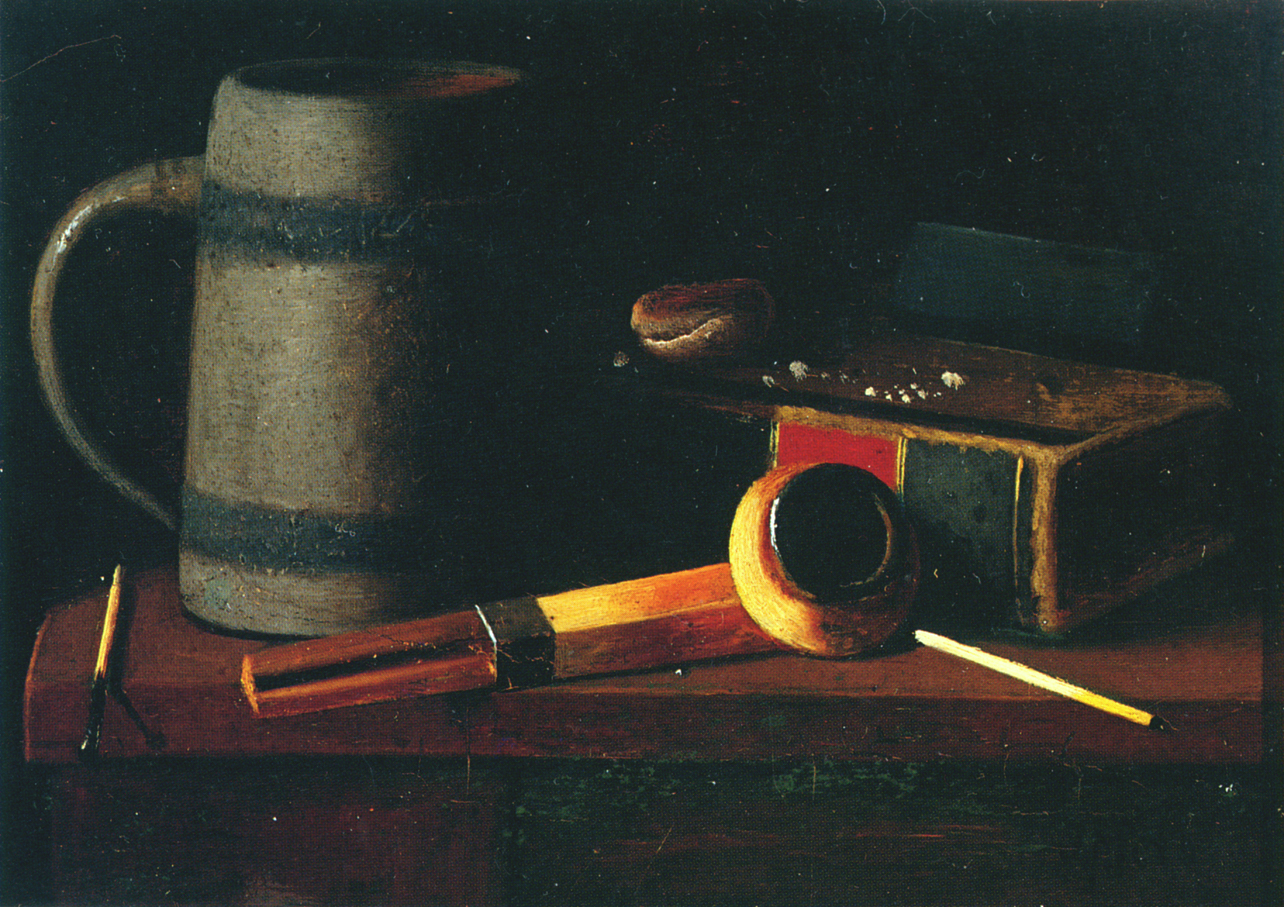
Still life with Mug, pipe and book von John Frederick Peto (1899)

John Frederick Peto wurde 1854 in Philadelphia als Sohn des Vergolders und Bilderrahmen-Händlers Thomas Hope und Catherine Peto, geborene Ham, geboren. Er hatte drei Geschwister. Peto wuchs bei seinen Großeltern mütterlicherseits, Mr. und Mrs. William Hoffman Ham, in Philadelphia auf und lebte bei ihnen bis etwa 1879.
Das früheste bekannte Bild des Malers stammt aus dem Jahr 1875, 1876 wurde er im Branchenverzeichnis der Stadt Philadelphia als Maler geführt. Dabei war er weitgehend Autodidakt, brachte sich die Malerei also selbst bei, und studierte nur kurz im Jahr 1877 an der Pennsylvania Academy of the Fine Arts. Trotz dieser kurzen Einschreibezeit und seiner nur sporadischen Beteiligung an den Jahresausstellungen der Akademie von 1879 bis 1887 hatte diese und die starke Stillleben-Tradition in Philadelphia als Institution einen großen Einfluss auf die künstlerische Entwicklung Petos. Auch William Michael Harnett, der als führender Künstler des Trompe-l’œil galt und ebenfalls in Philadelphia lebte und arbeitete, gehörte zu den wesentlichen Einflüssen für die Arbeit Petos. Beide waren spätestens seit den späten 1870er Jahren befreundet.
Peto mietete sich zwischen 1879 und 1889 in verschiedenen Gebäuden der damals als Künstlerviertel bekannten Chestnut Street Ateliers ein. Er übernahm Motive Harnetts wie auf dem Tisch liegende Zeitungen, Pfeifen und Bierkrüge und Bücherstapel wie das Job Lot Cheap und entwickelte diese weiter. Hinzu kamen Arrangements auf Regalen, Schreibtischen oder hängend an Wänden und Türen. 1879 begann er damit, Steckbrett und Regalbilder zu malen.

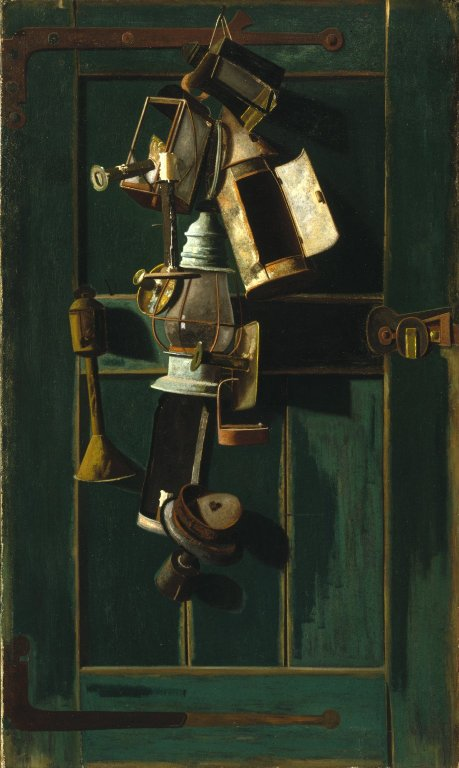
Door with lanterns, um 1880
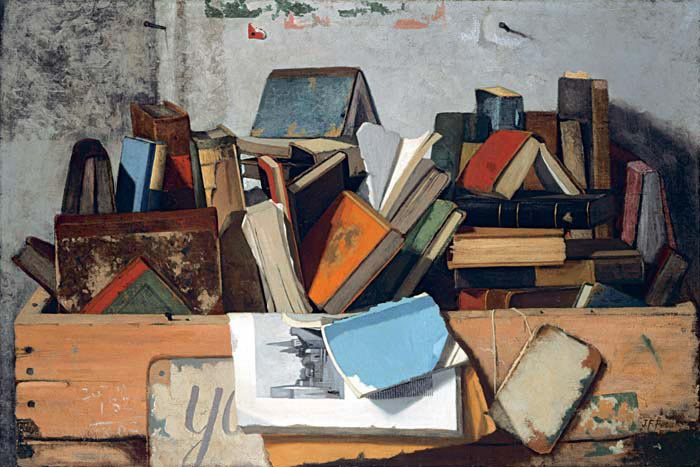
Take your Choice, 1885
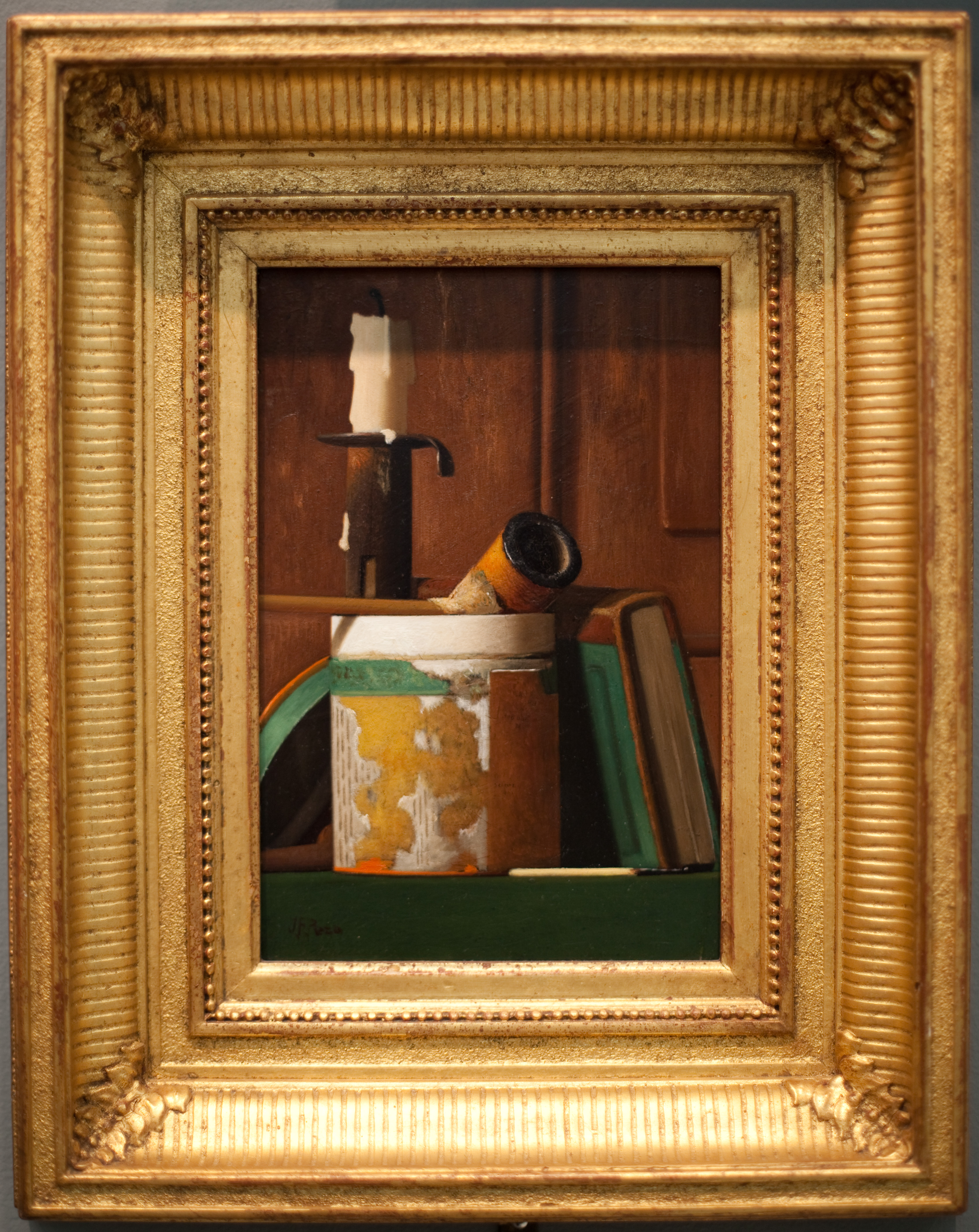
Candlestick, Pipe, and Tobacco Box (c. 1890)

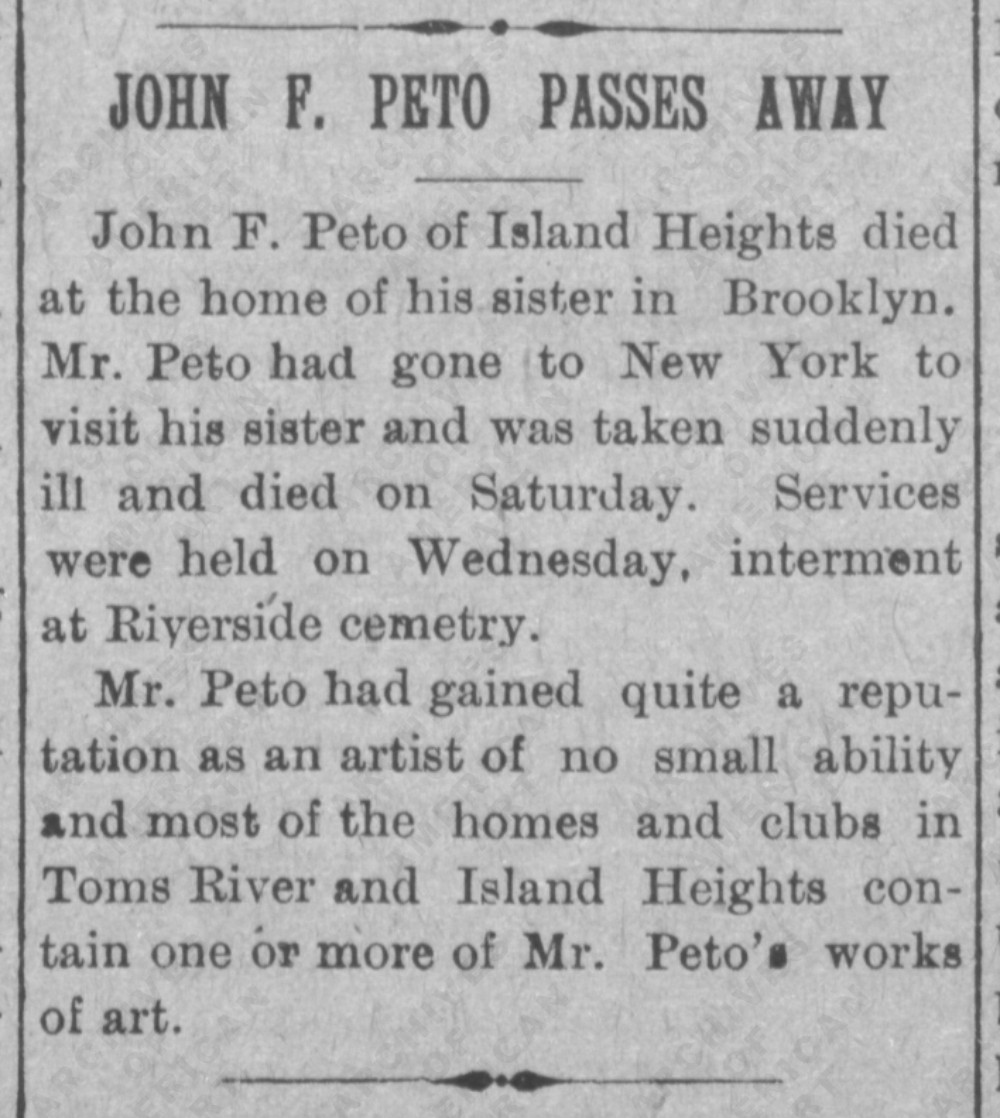
Todesanzeige für John Frederick Peto

1887 heiratete Peto Christine Pearl Smith. Er hatte sie auf einer Reise nach Ohio kennengelernt und zog mit ihr zwei Jahre nach der Hochzeit nach Island Heights an der Küste New Jerseys, wo sie ein Haus mit Atelier bauten. 1893 wurde die einzige Tochter Helen geboren. Durch die Ferne von Philadelphia wurde Peto jedoch von den künstlerischen Strömungen isoliert und zog sich mehr und mehr zurück, seine Werke stellte er nur noch selten aus. Er malte jedoch weiter und einige seiner heute besonders bekannten Werke stammen aus dieser Zeit. So entstand 1900 das Bild The Cup We all Race 4, das auf eine besondere Weise mit verschiedenen Ebenen der Wahrnehmung spielt. Während es auf der einen Seite minutiös die Oberfläche eines Holzbretts und eines Zinnbechers herausarbeitet ist der Titel auf einem Metallplättchen auf das Bild genagelt und soll den Betrachter verwirren, der auch dies für gemalt halten muss. Neben den Stillleben malte er wenige Porträts und experimentierte mit der Photographie.
Im Alter litt er zunehmend an einer schmerzhaften und chronischen Nierenentzündung, zudem kam es aufgrund zweier Tanten, die er und seine Frau mit in ihr Haus aufgenommen hatten, und der ausbleibenden Verkäufe zu familiären und finanziellen Schwierigkeiten. 1907 starb Peto mit 53 Jahren in New York City an Komplikationen einer Nierenoperation.

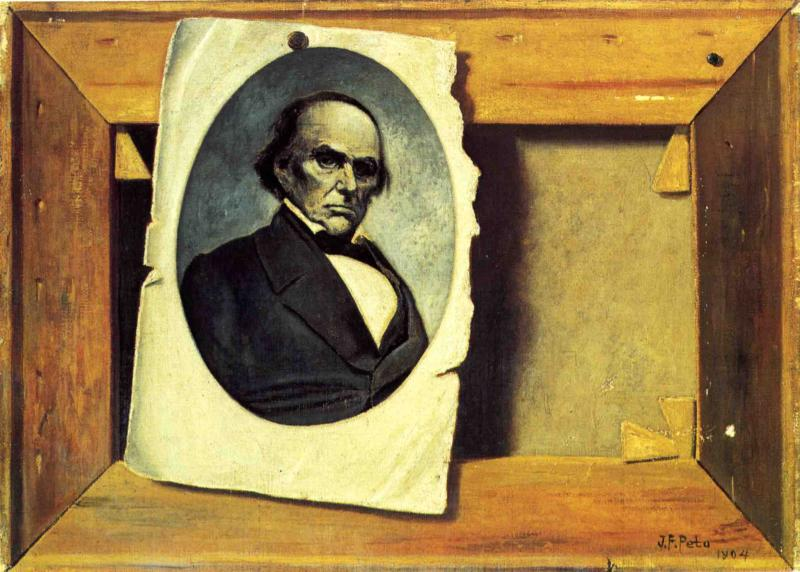
The Great Orator, 1904
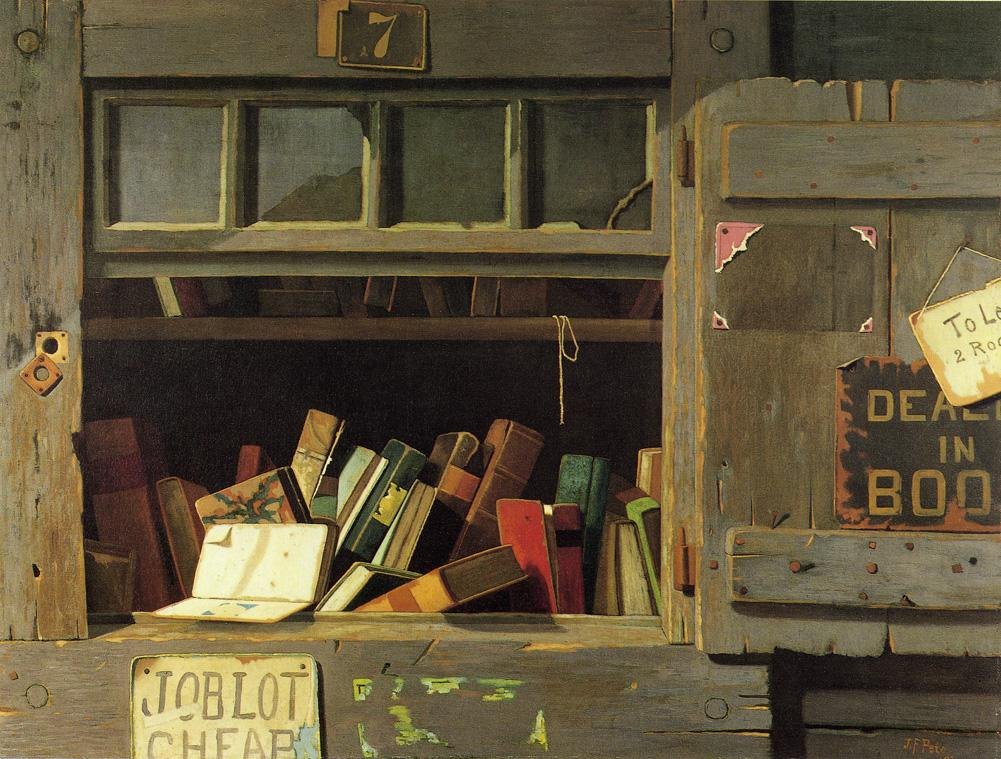
Job Lot Cheap, ca. 1901–1907
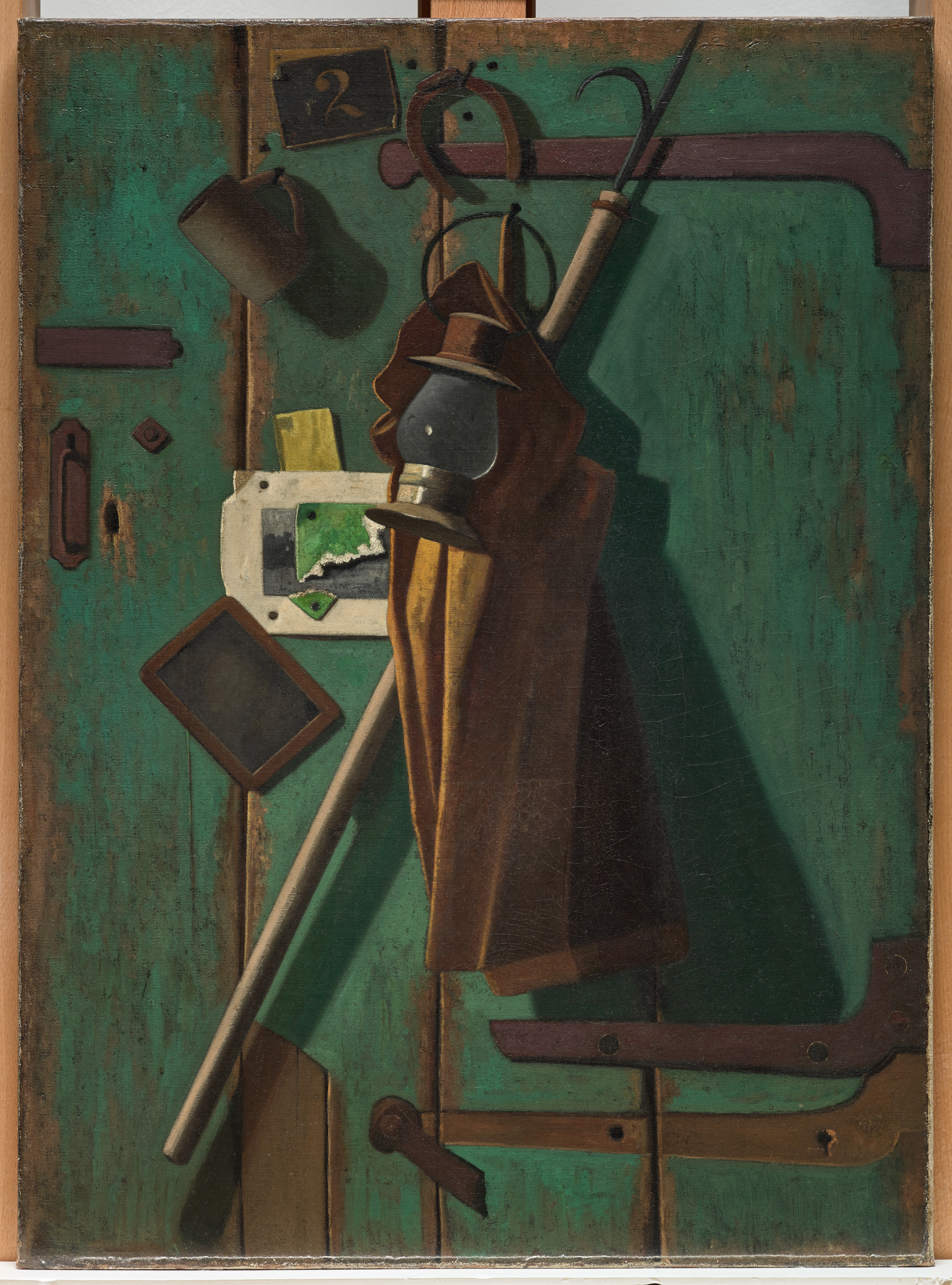
Fish House Door, 1905

## Stil
Aufgrund desselben Sujets wird Peto vor allem mit William Harnett verglichen, von dem er sich jedoch im Stil unterschied. Der wesentliche Unterschied liegt darin, dass Peto weniger stark auf die im Trompe-l’œil im Fokus stehende Illusion achtete und seine Bilder dadurch malerischer wurden. Er malte vor allem abgenutzte und häufig von Verfall und Alterung gezeichnete Gegenstände des Alltagslebens und lehnte es ab, Gegenstände durch Malerei zu verschönern. Sehr deutlich wird dies bei dem erst 1905 entstandenen Toms River, auf dem das vergilbte Bild seines Großvaters an einer alten Holzklappe mit Papierfetzen und maroden Beschlägen gemalt ist. Der Titel und das Jahr sind in das Holz eingekratzt.
Der dadurch hervorgerufene Unterton wirkt stark nostalgisch und romantisch bis sehnsüchtig, dabei reicht die Spanne der Assoziation in seinen Bildern vom trübsinnig-melancholischen bis zum komischen Eindruck. Seine Farben waren zudem wärmer und dunkler als die von Harnett und entsprachen eher der Palette von Thomas Eakins oder Albert Pinkham Ryder.
Sie waren zudem häufig autobiografisch und zugleich verschlossen, gaben dem Betrachter Rätsel auf und enthielten Anspielungen auf die Ermordung Abraham Lincolns 1865.
Nur wenige Bilder wurden von Peto signiert, sehr häufig nutzte er Leinwände mehrfach und übermalte Kompositionen, die er aufgegeben hatte.

## Rezeption
Anders als andere bekannte Vertreter des Trompe-l’œil geriet John Frederick Peto nach seinem Tod weitgehend in Vergessenheit. Bilder, die von ihm gemalt wurden, wurden seinem bekannteren Malerkollegen William Harnett zugeschrieben. Bereits vor seinem Tod 1907 erschienen vereinzelt Bilder von Peto unter dem Namen von Harnett auf dem Kunstmarkt.
Erst durch die Forschungsarbeiten von Alfred Frankenstein über Trompe-l’œil in den späten 1940er Jahren wurde Peto wieder bekannt. Heute gilt er insbesondere aufgrund der Unterschiede seiner Technik im Vergleich zu Harnett als dessen originellster Nachfolger und einer der wichtigsten amerikanischen Stilllebenmaler des 19. Jahrhunderts.

## Belege
1. 1 2 3 4 5 6 7  Nanette V. Maciejunes: „John Frederick Peto.“ In: Stephan Koja: America. Die Neue Welt in Bildern des 19. Jahrhunderts. Prestel-Verlag 1999; S. 267–268. ISBN 3-7913-2051-3
2. 1 2  „John Frederick Peto“ In: Matthew Baigell: Dictionary of American Art. Harper & Row, 1979; S. 273–274. ISBN 0-06-433254-3.
3. ↑  Thomas W. Gaethgens: Bilder aus der Neuen Welt. Amerikanische Malerei des 18. und 19. Jahrhunderts Prestel, München 1988, ISBN 3-7913-0879-3, S. 313.
4. 1 2 3  Dringlichkeit und Illusion. In: Stephan Koja: America. Die Neue Welt in Bildern des 19. Jahrhunderts. Prestel-Verlag 1999; S. 138–139. ISBN 3-7913-2051-3
5. ↑  Kurt W. Forster: Abbild und Gegenstand: Amerikanische Stilleben des späten 19. Jahrhunderts. In: Thomas W. Gaethgens: Bilder aus der Neuen Welt. Amerikanische Malerei des 18. und 19. Jahrhunderts Prestel, München 1988, ISBN 3-7913-0879-3, S. 100–107.